# Tenkū shinpan arrive
Tenkū shinpan arrive (天空侵犯 arrive?) è un manga d'azione scritto da Tsuina Miura e disegnato da Takahiro Oba. La serie è stata annunciata originariamente nel marzo 2019 sull'applicazione Magazine Pocket di Kōdansha dove venne rivelata la produzione di un sequel di Sky Violation, reso inizialmente disponibile esclusivamente sull'applicazione Magapoke. Il primo capitolo è stato pubblicato il 28 luglio 2019 mentre l'ultimo il 24 aprile 2021. 

## Volumi
I vari capitoli sono stati raccolti in sette volumi tankōbon dall'8 novembre 2019 al 9 giugno 2021.
| Nº | Giapponese 「Kanji」 - Rōmaji | Data di prima pubblicazione             | Data di prima pubblicazione |
| Nº | Giapponese 「Kanji」 - Rōmaji | Giapponese                              |                             |
| 1  | 「天空侵犯 arrive 1」 - Tenkū shinpan arrive 1 | 8 novembre 2019 ISBN 978-4-06-517306-0  |                             |
| 1  | Capitoli - 1. (この世界のことを教えてくれる存在?, Kono sekai no koto o oshietekureru sonzai) - 2. (子供だと思われるから?, Kodomoda to omowa rerukara) - 3. (異世界なんだし?, Isekai na ndashi) - 4. (たたかえ?, Tatakae) - 5. (しゃべるのがじょうずじゃない?, Shaberu no ga jōzu janai) - 6. (わかったこと?, Wakatta koto) - 7. (予定通りといえば?, Yotei-dōri to ieba) - 8. (異世界なのに！？?, Isekai nanoni!?) - 9. (上質な絶望?, Jōshitsuna zetsubō) - 10. (何を見てるの？?, Nani o mi teru no?) - 11. (他の部分?, Hoka no bubun) |                                         |                             |
| 2  | 「天空侵犯 arrive 2」 - Tenkū shinpan arrive 2 | 7 febbraio 2020 ISBN 978-4-06-518169-0  |                             |
| 2  | Capitoli - 12. (ごめんウソ?, Gomen uso) - 13. (部活辞めた直後の感じ?, Bukatsu yameta chokugo no kanji) - 14. (結構な収穫?, Kekkōna shūkaku) - 15. (断言は出来ないが?, Dangen wa dekinaiga) - 16. (君の生き残る確率?, Kimi no ikinokoru kakuritsu) - 17. (この世界の王?, Kono sekai no ō) - 18. (残酷な情報?, Zankokuna jōhō) - 19. (実験?, Jikken) - 20. (本当の意味で?, Hontō no imi de) - 21. (この宇宙で最も優先されるべきこと?, Kono uchū de mottomo yūsen sa rerubeki koto) - 22. (連れてきました?, Tsurete kimashita)           |                                         |                             |
| 3  | 「天空侵犯 arrive 3」 - Tenkū shinpan arrive 3 | 8 maggio 2020 ISBN 978-4-06-518846-0    |                             |
| 4  | 「天空侵犯 arrive 4」 - Tenkū shinpan arrive 4 | 9 settembre 2020 ISBN 978-4-06-520328-6 |                             |
| 5  | 「天空侵犯 arrive 5」 - Tenkū shinpan arrive 5 | 9 novembre 2020 ISBN 978-4-06-521265-3  |                             |
| 6  | 「天空侵犯 arrive 6」 - Tenkū shinpan arrive 6 | 9 febbraio 2021 ISBN 978-4-06-522354-3  |                             |
| 7  | 「天空侵犯 arrive 7」 - Tenkū shinpan arrive 7 | 9 giugno 2021 ISBN 978-4-06-523123-4    |                             |